# 埃尼 (加来海峡省)
埃尼（法語：Hénu，法語發音：[eny]）是法国上法蘭西大區加来海峡省的一个市镇，属于阿拉斯区。

## 地理
埃尼（50°9'16"N, 2°31'29"E）面积4.38 平方千米，位于法国上法蘭西大區加来海峡省，该省份为法国北部沿海省份，西北濒北海，南至索姆省，东临北部省。
与埃尼接壤的市镇（或旧市镇、城区）包括：戈迪昂普雷、阿图瓦地区帕、圣阿芒、苏阿斯特、库安。

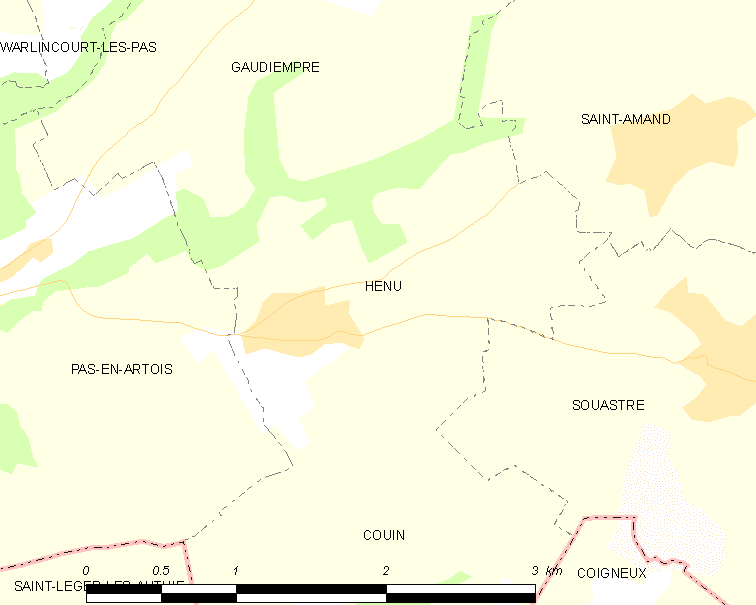
的OSM定位图

埃尼的时区为UTC+01:00、UTC+02:00（夏令时）。

## 行政
埃尼的邮政编码为62760，INSEE市镇编码为62430。

## 政治
埃尼所属的省级选区为阿韦讷勒孔特县。

## 人口

1962-2008年间人口变化图示

埃尼于2022年1月1日时的人口数量为151人。